# Tyrannochelifer
Genre
Tyrannochelifer est un genre de pseudoscorpions de la famille des Cheliferidae.

## Distribution
Les espèces de ce genre se rencontrent en Amérique tropicale.

## Liste des espèces
Selon Pseudoscorpions of the World (version 3.0) :
- Tyrannochelifer cubanus Hoff, 1964
- Tyrannochelifer floridanus (Banks, 1891)
- Tyrannochelifer imperator (With, 1908)
- Tyrannochelifer macropalpus (Tullgren, 1907)

## Publication originale
- Chamberlin, 1932 : A synoptic revision of the generic classification of the chelonethid family Cheliferidae Simon (Arachnida) (continued). Canadian Entomologist, vol. 64, p. 17-21 & 35-39.